# Autocar (Zeitschrift)
Autocar ist eine wöchentlich erscheinende Automobil-Zeitschrift aus Großbritannien, die von der Haymarket Motoring Publications Ltd herausgegeben wird. Die Veröffentlichung der ersten Ausgabe fand 1895 statt. Die Zeitschrift bezeichnet sich 2011 selbst als „The World's oldest car magazine“ (zu deutsch: Die älteste Autozeitschrift der Welt). Autocar erscheint heutzutage in mehreren internationalen Ausgaben, zu diesen zählen die Ausgaben für China, Indien, Neuseeland und Südafrika.

## Geschichte

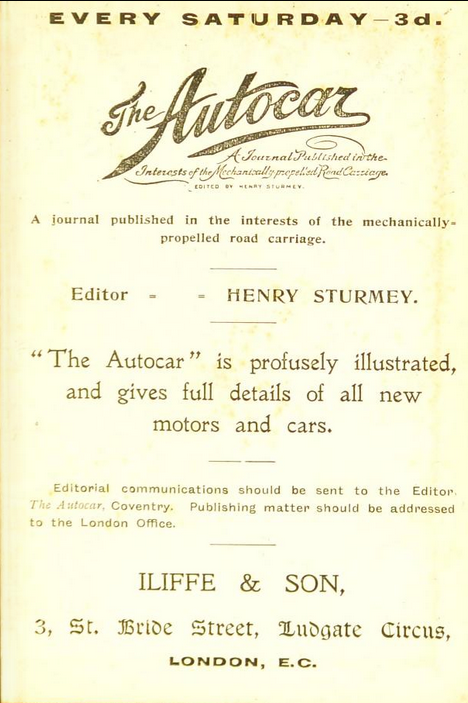
Werbeanzeige für Autocar aus 1897

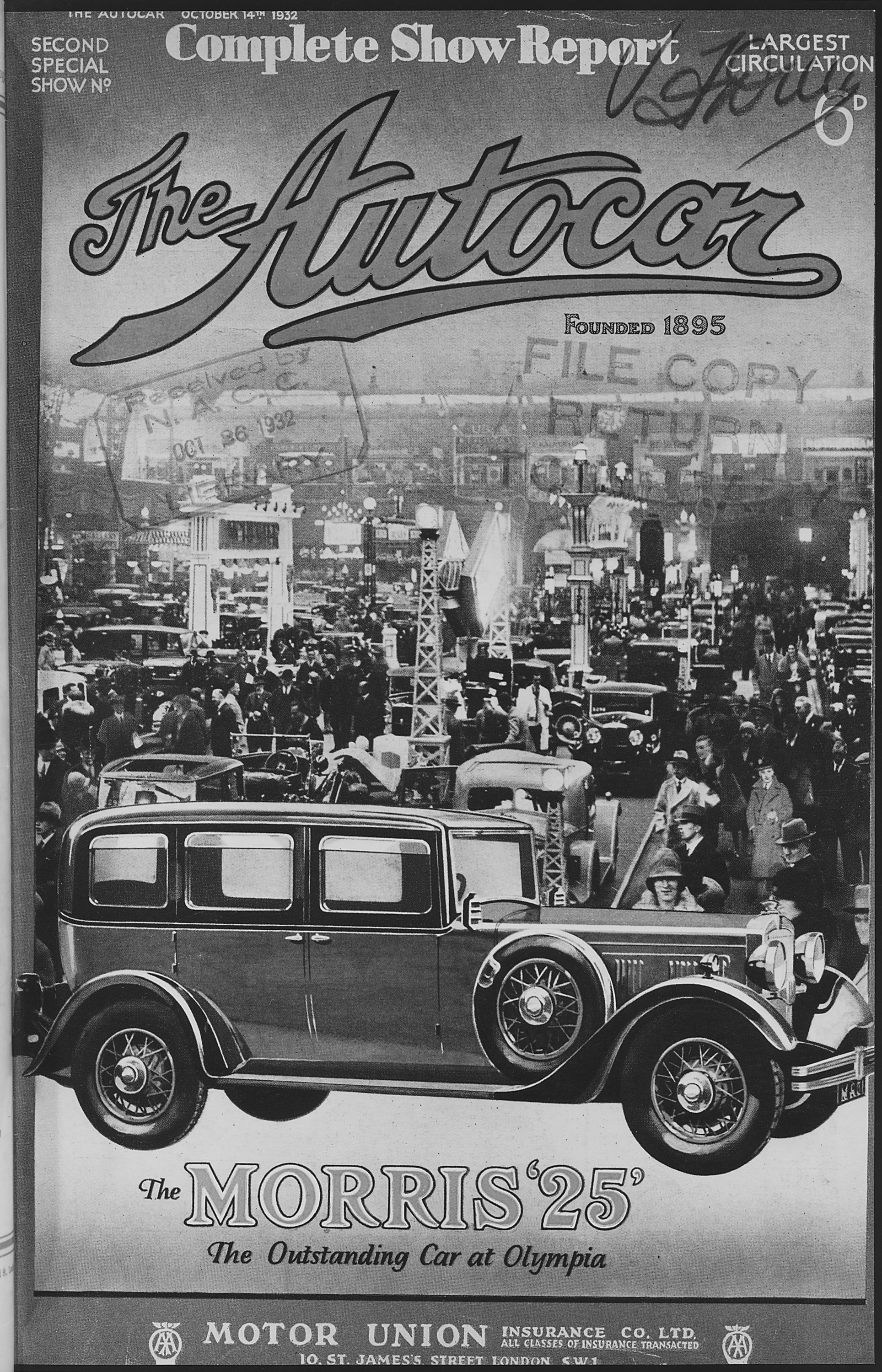
Titelblatt der Ausgabe vom 14. Oktober 1932

Die Publikation wurde am 2. November 1895 durch die Iliffe and Sons Ltd als The Autocar „in the interests of the mechanically propelled road carriage“ (zu deutsch: im Sinne der mechanisch angetriebenen Straßenfahrzeuge) gegründet, zu einer Zeit von der vermutet wird, dass sich nur sechs bis sieben Autos im Vereinigten Königreich Großbritannien und Irland befanden. In seinem Buch Drive On! deutete L. J. K. Setright an, dass die Zeitschrift von Henry Sturmey als Propagandaorgan für Harry J. Lawson, den Gründer der Daimler Company und Journalist in den Frühzeiten der Zeitschrift, eingerichtet wurde. Henry Sturmey trat als Herausgeber von The Autocar zurück und verließ das Unternehmen im Jahre 1901.
Autocar behauptet den road test (Einzeltest) im Jahre 1928, als sie den Austin 7 Gordon England Sunshine Saloon analysierten, erfunden zu haben. Die Zeitschrift Autocar ist seit Bestehen, ausgenommen während Zeiten in den 1970er Jahren, in denen gestreikt wurde, regelmäßig wöchentlich erschienen. 1988 übernahm die Zeitschrift ihren Langzeitkonkurrenten The Motor, die am 28. Januar 1903 von der Temple Press Ltd. gegründet wurde. Kurzzeitig darauf fand eine Umbenennung auf Autocar & Motor statt, später kehrte man zum Namen Autocar zurück. Die Zeitschrift war in vielen Belangen in ihrer Geschichte Erster, unter anderem führte sie die ersten Einzeltests (road tests) und die ersten unabhängigen Performance-Tests des Jaguar XJ220, des McLaren F1 und des Porsche 911 GT1 durch. Sie war ebenso die erste Zeitschrift die unabhängig aufgenommene Fahrleistungsdaten des Bugatti Veyron gewinnen konnte. Die Veröffentlichung dieser Ergebnisse fand in der Ausgabe vom 31. Mai 2006 statt.

## Rubriken
- News (Nachrichten) – beinhaltet Erlkönigfotos und Informationen über noch nicht der Öffentlichkeit präsentierte Automodelle.
- First drives (Fahrberichte) – kurze Einzeltests neu vorgestellter Fahrzeugmodells.
- Group tests (Vergleichstests) – Vergleich eines Fahrzeugmodells mit konkurrierenden Modellen
- Motorsport – Zusammenfassungen von Neuigkeiten im Rennsport, überwiegend aus der Formel 1 und dem Rallyesport.
- Road tests (Einzeltests) – Ausführliche Tests und Analysen eines neu vorgestellten Fahrzeugmodells pro Ausgabe. In der am Nächsten vor Weihnachten liegenden Ausgabe veröffentlicht Autocar einen „road test“ eines eher ungewöhnlichen Vehikels. Zu diesen Tests zählen unter anderem die Tests des New Routemaster, der Ark Royal, Concorde und der Diamond.
- Used car news (Gebrauchtwagennachrichten)
- Long term car tests (Fahrzeugdauertests)
- New car data (Angaben zu neuen Fahrzeuge)

## Mitarbeiter
In den 1950er Jahren verwendete der Sportredakteur der Zeitschrift John Cooper Komponenten des Cooper T11, um den Cooper-Alta herzustellen.
Zu den ehemaligen Autoren von Autocar zählen Russell Bulgin, Gordon Wilkins, Chris Harris und der The-Grand-Tour-Moderator James May.
Aktuelle Autocar-Redakteure sind Richard Bremner, Gebrauchtwagenexperte James Ruppert, Editor-at-Large Matt Prior und Chefredakteur Steve Cropley.
Der derzeitige Herausgeber ist Mark Tisshaw.

## Internationale Ausgaben
Autocar wurde weltweit an Verlage lizenziert und 2011 in 16 Ländern außerhalb des Vereinigten Königreichs Großbritannien und Nordirland veröffentlicht. Dazu zählen die Ausgaben in China, Indien, Indonesien, Japan, Malaysia und dem Vietnam.

## Preis
1952 wurde The Autocar um einen britischen Schilling verkauft, dies entspricht fünf Pence nach der Umstellung des britischen Pfunds auf das Dezimalsystem. 1968 stieg der Verkaufspreis von Autocar von zwei Schilling auf zwei Schilling und einem Sixpence (entspricht einer Erhöhung von zehn Pence auf zwölf Pence und einem Half Penny nach der Umstellung des britischen Pfunds auf das Dezimalsystem).
1972 hatte sich der Preis gegenüber 1952 verfünffacht und betrug 25 Pence.
1992 betrug der Preis £1,25. Im Juni 2017 lag der Verkaufspreis der Zeitschrift bei £3,80.